# Niou
Niou ist sowohl eine Gemeinde (französisch commune rurale) als auch ein dasselbe Gebiet umfassendes Departement im westafrikanischen Staat Burkina Faso in der Region Plateau Central und der Provinz Kourwéogo. Die Gemeinde hat 26.901 Einwohner.